# Bihorbjergene
Bihorbjergene (rumænsk: Munții Bihorului, ungarsk: Bihar-hegység) er en bjergkæde i det vestlige Rumænien. Den er en del af Apusenibjergene, som er en del af Karpaterne.
Massivet har en længde på 25 kilometer fra nordvest til sydøst og en bredde på 14 kilometer. Den ligger øst for byen Ștei i distriktet Bihor og nord for byen Brad i distriktet Hunedoara.
Den højeste top er Cucurbăta Mare, der har en højde på 1.849 moh.; dette er også den højeste top i Apusenibjergene. Andre høje tinder er Buteasa (1.790 m), Cârligatele (1.694 m), Piatra Grăitoare (1.658 m) og Bohodei (1.654 m).
Vlădeasa-massivet er en vulkansk udvidelse af Bihorbjergene mod nord, der når en maksimal højde på 1.836 moh.